# يوهان كليمنتز
يوهان كليمنتز (بالنرويجية البوكمول: Johan Fog Clementz)‏ (27 سبتمبر 1894 – 14 فبراير 1952) هو ملاكم نرويجي راحل، مثّل بلاده في الألعاب الأولمبية الصيفية 1920.

## روابط خارجية
يوهان كليمنتز على موقع أوليمبيديا (الإنجليزية)